# زن‌دوستی
زن‌دوستی (Philogyny) به معنای علاقه، عشق یا تحسین زنان است. این مفهوم در مقابل زن‌ستیزی (Misogyny) قرار می‌گیرد. توجه داشته باشید که زن‌دوستی با جینفلیا (Gynephilia) که به معنای جذابیت جنسی به زنان یا ویژگی‌های زنانه است، تفاوت دارد.
زن‌دوستی عشق، تحسین یا علاقه‌ای بی‌طرفانه به زنان یا دختران است. این مفهوم شکلی از انسان‌دوستی (Philanthropy) و فلسفه‌ای است که به توانمندسازی و ارج‌نهادن به زنان در جایگاهی برابر با مردان می‌پردازد و با این کار، نقش‌های اجتماعی مردسالاری و برتری‌جویی را از بین می‌برد. زن‌دوستی هزاران سال است که در اشکال مختلفی وجود داشته و در هنر، ادبیات، ساختار اجتماعی، رویدادهای تاریخی، اسطوره‌شناسی، فلسفه و عرفان در سراسر جهان بازتاب یافته است.
نمونه‌ای از زن‌دوستی، تلاش برای ارتقای جایگاه زنان است که شامل تقسیم برابر مسئولیت‌های خانگی با مردان برای ایجاد آرامش خانوادگی و در بالاترین سطح، تأمین حقوق مالکیت زنانه و استقلال شخصی و هویتی آن‌هاست. زن‌دوستی همچنین از طریق پیشرفت مالی، اقتصادی و سیاسی زنان، حضور در فعالیت‌های اجتماعی، سیاسی، فرهنگی و علمی برابر با مردان یا روش‌های روانشناختی برای توانمندسازی زنان و مشارکت قانونی یا اجتماعی زنان در تمام حقوق شهروندی کامل محقق می‌شود. در تمامی موارد، زن‌دوستی به زنان جسارت و انگیزه می‌دهد تا در جایگاهی برابر، عادلانه و مستقل قرار بگیرند.
زن‌دوستی را می‌توان هم به عنوان نگرشی فردی و هم به عنوان یک هنجار فرهنگی گسترده تعریف کرد. گاهی این مفهوم به شکلی آشکار و جسورانه ظهور می‌کند و گاهی ظریف‌تر است یا در قالب‌هایی پنهان می‌شود که کمتر شناخته شده‌اند. در اندیشه فمینیستی، زن‌دوستی شامل پذیرش ویژگی‌های «زنانه» و «غیرزنانه» نیز می‌شود. این مفهوم نهادها، مشاغل، سرگرمی‌ها یا عادت‌های مرتبط با زنان را محترم می‌شمارد و هر جنبه‌ای از زنان را که زنانه یا حتی «مردانه» تلقی می‌شود، می‌پذیرد؛ چرا که این ویژگی‌ها در گذشته ابزاری برای ورود زنان به عرصه‌هایی بوده که پیش از آن به روی آن‌ها بسته بود. با تمرکز بر زن‌دوستی، نژادپرستی و سایر پیشداوری‌ها از بین می‌روند.

## پیشینه تاریخی

### یونان باستان
یکی از نخستین نمونه‌های زن‌دوستی، اشعار سافو، شاعر زن اهل جزیره لزبوس در یونان باستان است. سافو به خاطر سرودن اشعار غنایی مشهور است که با همراهی چنگ اجرا می‌شدند. در دوران باستان، او را یکی از بزرگ‌ترین شاعران غنایی می‌دانستند و عناوینی مانند «موش نهم» یا «بانوی شاعران» به او دادند. سافو شاعری پرکار بود و حدود ۱۰٬۰۰۰ خط شعر سرود. اشعار او در دوران باستان شهرت بسیاری داشت و در میان «نه شاعر غنایی» مورد تحسین دانشمندان اسکندریه قرار گرفت. امروز نیز اشعار سافو استثنایی تلقی می‌شوند و بر نویسندگان پس از او تأثیر گذاشته‌اند. افزون بر شعر، او نماد عشق و میل میان زنان است، تا جایی که واژه‌های «سافیک» و «لزبین» در انگلیسی از نام او و جزیره زادگاهش گرفته شده‌اند. هرچند جایگاه او به عنوان شاعر از دیرباز پذیرفته شده، اما تفسیر آثارش همواره تحت تأثیر بحث‌ها دربارهٔ گرایش جنسی او بوده است. بیشتر اشعار سافو اکنون از بین رفته و تنها بخش‌هایی پراکنده از آن‌ها باقی مانده‌اند؛ دو استثنای مهم در این زمینه «قصیده ای برای آفرودیت» و «شعر تیتونوس» هستند.
کریستین گروس-گرین استدلال کرده که باید محتوای مفهومی زن‌دوستی را به عنوان جایگزینی برای مفهوم زن‌ستیزی توسعه داد. او با نقد نظریه «مردانگی هژمونیک» اثر آر. دبلیو. کانل، نشان می‌دهد که چگونه مردانگیِ زن‌دوستانه در میان جوانان شهر ماپوتو در موزامبیک نمود یافته است.

## ریشه‌شناسی
واژه Philogyny از ترکیب «فیلو-» (به معنای دوستدار) و «گونِ» یونانی (به معنای زن) ساخته شده است. معادل‌های یونانی این اصطلاح در مورد مردان، «فیلاندری» (دوستدار مردان) و «میزاندری» (مردستیزی) هستند. معادل‌های عام‌تر این مفاهیم نیز «انسان‌دوستی (Philanthropy)» و «مردم‌گریزی (Misanthropy)» هستند.

## تأثیرات روانشناختی
زنانی که زن‌دوستی را درونی می‌کنند، ممکن است آن را از طریق ارزش‌گذاری بیشتر بر زنان، اعتماد به آن‌ها و باورنداشتن به جانبداری جنسیتی به نفع مردان نشان دهند. نمود رایج این پدیده، احساس امنیت و رفاه برای زنان است. باور به عشق و تحسین زنان، خشونت بین گروه‌های همجنس را کاهش می‌دهد.

### امنیت و همکاری
زن‌دوستی به شکل آزادی جنسی تجلی یافته است. نگرش‌های زن‌دوستانه به امنیت فیزیکی، جنسی و عاطفی پسرانِ ناهماهنگ با هنجارهای جنسیتی در دوران کودکی منجر می‌شود.